# Victor Jacobs

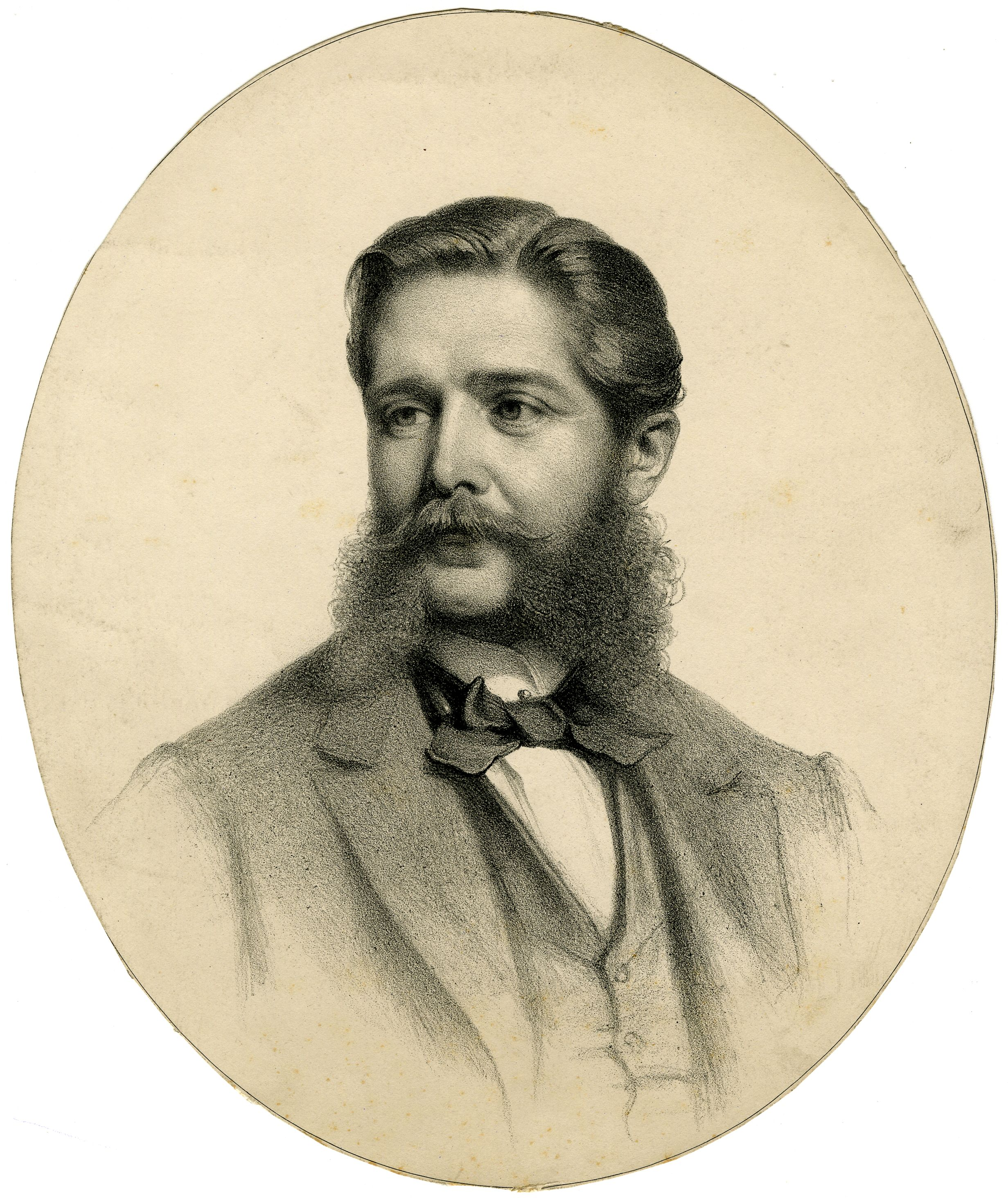
Porträt des Victor Jacobs

Victor Philippe Marie Jacobs (* 18. Januar 1838 in Antwerpen; † 20. Dezember 1891 in Saint-Gilles/Sint-Gillis) war ein belgischer Politiker.
Er gehörte der Meetingpartij sowie später der Katholischen Partei an und war Mitglied der Abgeordnetenkammer. Jacobs war 1870 Minister für öffentliche Arbeiten, zwischen 1870 und 1871 Finanzminister sowie 1884 Innenminister und zugleich Minister für öffentlichen Unterricht. 1888 wurde ihm der Ehrentitel eines Staatsministers verliehen.

## Leben

### Abgeordneter und Minister

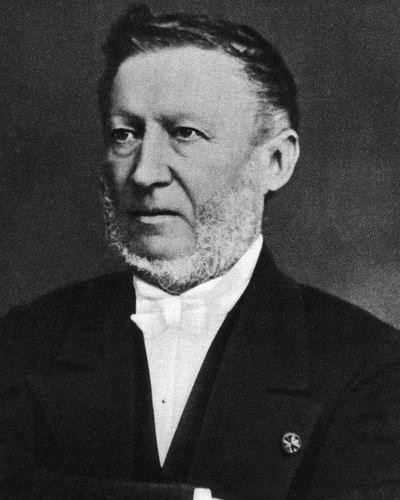
In der zweiten Regierung von Premierminister Jules Malou war Jacobs 1884 Innenminister sowie Minister für öffentlichen Unterricht.

Victor Philippe Marie Jacobs war ein Sohn des Rechtsanwalts und Politikers Pierre Louis Martin Jacobs und dessen Ehefrau Marie Anne van Merlen, eine Nachfahrin von Jacobs van Merlen. Nach dem Schulbesuch absolvierte er ein Studium der Rechtswissenschaften an der Freien Universität Brüssel, das er 1860 als Doktor der Rechte abschloss. Im Anschluss ließ er sich als Rechtsanwalt in seiner Geburtsstadt Antwerpen nieder und war als solcher bis 1876 tätig. Am 9. Juni 1863 wurde er für die Meetingpartij erstmals Mitglied der Abgeordnetenkammer und vertrat in dieser später für die Katholische Partei bis zu seinem Tode am 20. Dezember 1891 die Interessen des Bezirks Antwerpen.
Am 2. Juli 1870 wurde Jacobs in die Regierung d’Anethan berufen und fungierte dort zunächst bis zum 3. August 1870 als Minister für öffentliche Arbeiten sowie im Anschluss zwischen dem 3. August 1870 und dem 7. Dezember 1871 als Finanzminister. Er war zwischen 1873 und 1876 Mitglied des Finanzausschusses, von 1877 bis 1878 Vizepräsident der Abgeordnetenkammer sowie zwischen 1879 und 1880 erneut Mitglied des Finanzausschusses. Zugleich war er zwischen 1877 und seinem Tode 1891 als Rechtsanwalt in Brüssel tätig.
In der Regierung Malou II bekleidete er zwischen dem 16. Juni und dem 26. Oktober 1884 die Ämter als Innenminister und als Minister für öffentlichen Unterricht. 1885 war er Delegierter bei der Kongokonferenz in Berlin. Nach seinem Ausscheiden aus der Regierung war er von 1885 bis 1889 abermals Mitglied des Finanzausschusses der Abgeordnetenkammer sowie 1886 Mitglied der Kommission zur Untersuchung der Arbeitssituation in der Industrie. Am 20. Mai 1888 wurde ihm für seine Verdienste der Ehrentitel eines Staatsministers verliehen.

### Wirtschaftliche Tätigkeiten und Auszeichnungen

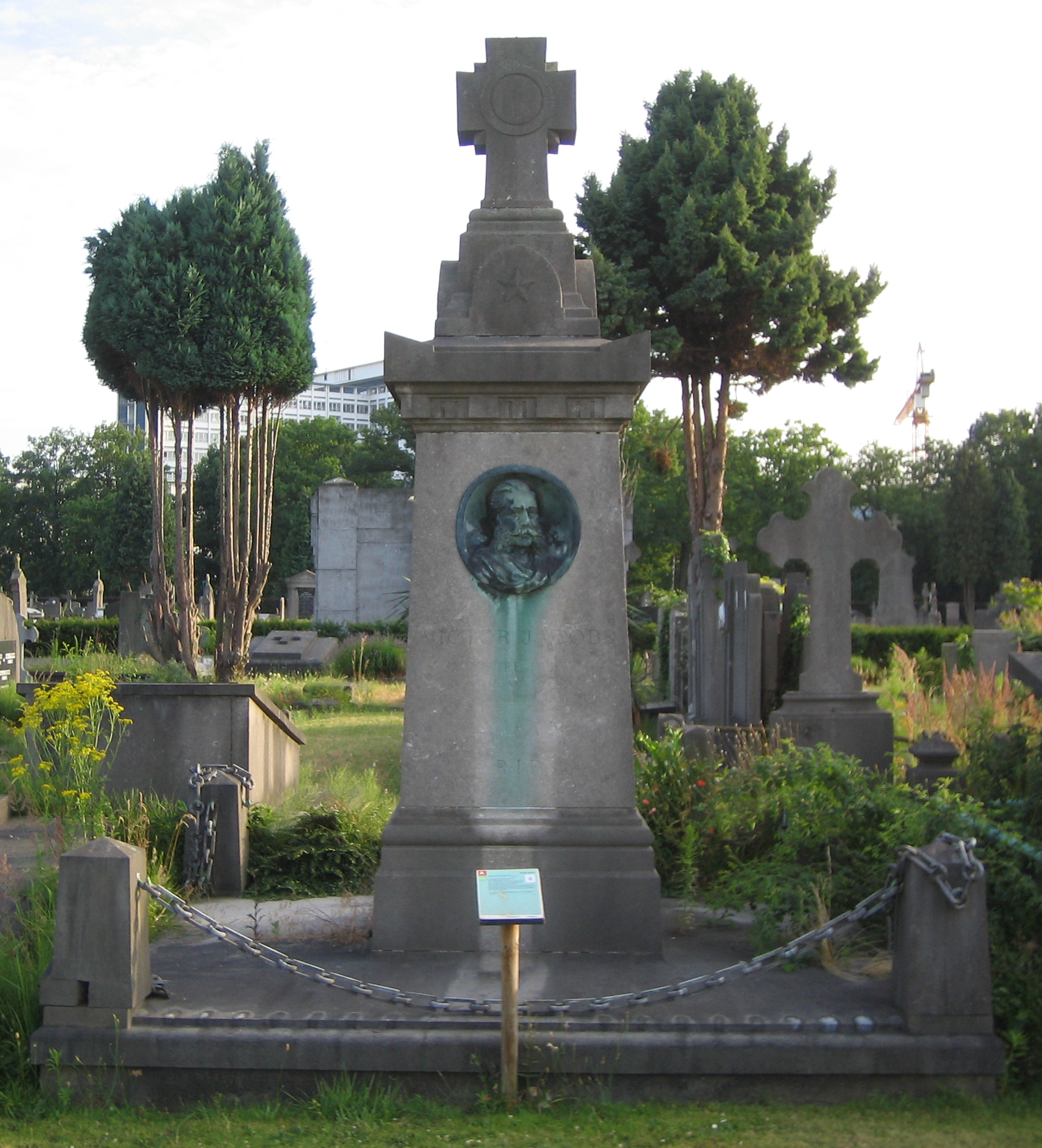
Grabstätte von Victor Philippe Marie Jacobs im Antwerpener Stadtteil Berchem.

Neben seiner politischen Laufbahn war Victor Jacobs auch für Banken, Bergwerke und Eisenbahnunternehmen tätig. Er war mehrfach Vorstandsmitglied, und zwar 1872 sowie 1874 der Banque Belge du Commerce et de l’Industrie, zwischen 1873 und 1890 der Société des Charbonnages du Nord du Flénu, von 1873 bis 1889  der S.A. des Charbonnages de Pâturages et Wasmes, 1874 sowie 1878 der Société Générale des Tramways, von 1878 bis 1889 der S.A. des Tramways Napolitains, 1880 der Société Générale des Chemins de Fer Economiques, 1880 sowie 1887 der Les Tramways Florentins, 1881 der S.A. des Tramways à Vapeur Interprovinciaux de Milan-Bergame-Crémone, 1882 der S.A. des Tramways de Varsovie, 1887 der S.A. du Charbonnage de Sacré-Madame sowie 1883 der Société Générale des Chemins de Fer Economiques.
Für seine langjährigen Verdienste wurde Jacobs, der mit Valentine Bernard verheiratet war, mehrfach geehrt. Er war unter anderem Kommandeur des Leopoldsordens und erhielt des Weiteren das Großkreuz des Ordens der Eisernen Krone von Österreich und des Gregoriusordens sowie die Würde als Großoffizier der Ehrenlegion.